# Adieu Aru
 (mars 2025).
 (mars 2025).
Pour les articles homonymes, voir Adieu et Aru.
Adieu Aru, de son nom civil Nathan Lassère, né le 7 novembre 1995 à Bron, est un compositeur et producteur de musique électronique français. 
Il est particulièrement influencé par la French Touch, un courant musical représenté par des artistes tels que Daft Punk et SebastiAn. Son approche musicale intègre également des éléments de composition mélodique et de progression sonore, similaires à ceux que l'on retrouve chez des artistes comme Deadmau5.

## Biographie

### Enfance
Adieu Aru découvre la musique dès son jeune âge, notamment à travers son père, qui lui fait écouter des artistes issus de différents styles musicaux, tels que le folk, le rock 'n' roll et le funk. Cette diversité musicale lui permet de développer une vision plus large et variée de la musique. Dans son adolescence, grâce à ses fréquentations et à Internet, il découvre la musique électronique, particulièrement à travers la French touch et l’EDM. Cet univers musical l'incite à commencer à composer sa propre musique. Parallèlement, il s'intéresse à l’animation japonaise ainsi qu'aux œuvres de fantasy, influences qui marqueront son travail créatif par la suite.

### Carrière
Adieu Aru publie ses premiers singles et un EP en label avant de se lancer en tant qu'artiste indépendant. Il connaît un premier succès avec son single Release, qui l'introduit dans la scène synthwave. Ce titre sera ensuite sélectionné parmi les meilleures musiques électroniques de 2022 par EDM.com et utilisé la même année dans un projet diffusé sur Apple TV.
Ses productions suivantes développent un style musical unique, à la croisée de la french touch, de l'EDM et de la synthwave. Il signe plusieurs singles avec des labels comme Black 17 Media et Lofi Girl, et collabore avec des artistes tels qu’A.L.I.S.O.N, et Narvent. Il publie également des compilations de ses singles en vinyle sous le label Stratford St, dont la seconde, Deuxième Anthologie, est ensuite classée parmi les 10 meilleurs albums de 2023 par le magazine musical spécialisé New Retro Wave.
En 2023, il se produit pour la deuxième fois en concert à la salle du Petit Bain à Paris, lors de la dernière Retro Synth Fury, une soirée dédiée à la synthwave. L'événement est ensuite relaté dans le magazine Tsugi.

## Discographie

### Singles
- 2020 : Notre-Dame
- 2020 : Dark Ages
- 2021 : Fighting Hatred
- 2022 : Euphorie
- 2022 : Release
- 2022 : Autrefois
- 2022 : Classique
- 2023 : Innocence
- 2024 : Halo
- 2024 : Harmonium
- 2024 : Phantom Flashes
- 2024 : Analogue
- 2024 : Spectral Romance

### EP
- 2021 : 'NightQuest

### Compilations
- 2023 : Première Anthologie
- 2024 : Deuxième Anthologie